# Polymixis nigrotincta
Polymixis nigrotincta là một loài bướm đêm trong họ Noctuidae.